# Elise Reimarus

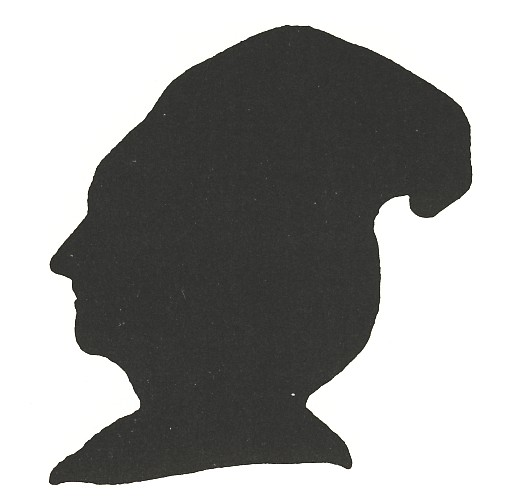
Elise Reimarus

Margaretha Elisabeth „Elise“ Reimarus (* 22. Januar 1735 in Hamburg; † 2. September 1805 ebenda) war eine deutsche Schriftstellerin, Pädagogin, Übersetzerin und Salonnière im Zeitalter der Aufklärung.

## Leben
Elise Reimarus war die Tochter von Johanna Friederike und Hermann Samuel Reimarus, der u. a. mit Werken über die Triebe der Tiere und die natürliche Religion (Abhandlungen von den vornehmsten Wahrheiten der natürlichen Religion 1754) und als Vollender der von seinem Schwiegervater Johann Albert Fabricius begonnenen Ausgabe der Werke des Cassius Dio berühmt wurde. Der ältere Bruder Elises war Johann Albert Heinrich Reimarus, der sich später als Arzt, Philosoph und Fortsetzer der väterlichen Arbeiten einen Namen machte. Elise Reimarus galt als eine der gebildetsten Frauen Hamburgs und stand in Briefwechsel mit wichtigen Persönlichkeiten der deutschen Aufklärung, z. B. Moses Mendelssohn, Gotthold Ephraim Lessing, Friedrich Heinrich Jacobi und Carl Leonhard Reinhold. Die Dichterin und Erzieherin Caroline Rudolphi zählte zu ihren Freundinnen.
Elise Reimarus trat mit Übersetzungen aus dem Englischen und Französischen, aber auch mit eigenen Werken an die Öffentlichkeit. Zeitweise stand sie als Salondame dem gelehrt-geselligen Reimarus-Kreis in Hamburg vor, der als einer der Vorläufer der großen Salons der Romantik gelten kann. Ihre rege Beteiligung an den philosophischen und literarischen Auseinandersetzungen der Aufklärung ließ sie zur „vielleicht bedeutendste[n] Frauenpersönlichkeit der deutschen Aufklärung“ werden.

## Werke (Auswahl)
als Autorin
- einzelne Gedichte:
  - Bey dem Grabe des Herrn A[ugust] G[ottfried] S[chwalb], von einer Freundinn in Hamburg. Hamburgischer Correspondent 28, 15. Februar 1777
  - Der Schäfer und der Weltweise; aus dem Gay. Kleine Kinderbibliothek. Hrsg. von Joachim Heinrich Campe. Fünfter Theil. Herold, Hamburg 1781, S. 78–80 (Digitalisat des Göttinger Digitalisierungszentrums).
  - Der Frühling kommt mit allen seinen Schätzen. Abdruck in Waldemar Oehlke: Lessing und seine Zeit. Bd. 2. Beck, München 1919, S. 573 (Digitalisat im Internet Archive).
- Cato. Ein Trauerspiel. (undatiert; frei nach Joseph Addison).
- Über Gottfried Schwalbs Tod 9. Februar 1777. 1777.
- Albert und Lotte Auf Dem Weg Zu Werthers Grab. 1774 (dialogische Fortsetzung von Die Leiden des jungen Werther).
- Versuch einer Erläuterung und Vereinfachung der Begriffe vom natürlichen Staatsrecht.
- Joachim Heinrich Campe: Kleine Kinderbibliothek. 1778 ff. (zahlreiche Werke dieser Reihe stammten von Elise Reimarus, die jedoch anonym blieb).
- Friedrich Heinrich Jacobi: Ueber die Lehre des Spinoza in Briefen an den Herrn Moses Mendelssohn. Löwe, Breslau 1785 (Digitalisat des Münchener Digitalisierungszentrums) (enthält Briefe von Elise Reimarus an Friedrich Heinrich Jacobi).

als Übersetzerin
- Jean-François Marmontel: Die Freundschaft auf der Probe. 1769.
- Voltaire: Zayre. Ein Trauerspiel in fünf Aufzügen.